# 三重态

原子的单态，双重态和三重态的例子 。

在量子力学中，一个系统具有自旋量子数S=1的量子态，其自旋分量有三个允许值，mS = -1, 0, +1.
在量子力学的概念里，自旋并不是机械性的旋转，而是抽象概念上的，表征粒子的固有角动量的量。 这对于原子长度尺度的系统尤其重要，例如单个原子，质子或电子。
日常生活中遇到的几乎所有分子都是单态的，但氧气分子是一个例外。 在室温下，O2 以三重态存在，只能通过通过禁线形成单态而进行化学反应。尽管在热力学上是强氧化剂，但这使其在动力学上不反应。 光化学或热活化可使其进入单线态，这使其在动力学和热力学上成为强氧化剂。

## 两个自旋1/2的粒子
在具有两个自旋1/2粒子的系统中 - 例如基态氢的质子和电子在给定轴下测量，每个粒子既可以旋转向上又可以旋转向下，因此系统共有四个基态:
{\displaystyle \uparrow \uparrow ,\uparrow \downarrow ,\downarrow \uparrow ,\downarrow \downarrow }
使用单个粒子旋转来标记基态，其中每个组合中的第一个箭头和第二个箭头分别表示第一个粒子和第二个粒子的自旋方向。
更严格地写作如下形式
{\displaystyle |s_{1},m_{1}\rangle |s_{2},m_{2}\rangle =|s_{1},m_{1}\rangle \otimes |s_{2},m_{2}\rangle ,}
这里 {\displaystyle s_{1}} 和 {\displaystyle s_{2}} 是两个粒子的自旋， {\displaystyle m_{1}} 和 {\displaystyle m_{2}} 是它们在z轴上的投影。 由于对于自旋1/2的粒子， {\displaystyle |1/2,m\rangle } 跨越2维空间， {\displaystyle |1/2,m_{1}\rangle |1/2,m_{2}\rangle } 基态则跨越4维空间。

通过使用克莱布希－高登系数，可以在量子力学中添加角动量的规则来计算总旋转及其在先前定义的轴上的投影。通常有：
{\displaystyle |s,m\rangle =\sum _{m_{1}+m_{2}=m}C_{m_{1}m_{2}m}^{s_{1}s_{2}s}|s_{1}m_{1}\rangle |s_{2}m_{2}\rangle }
替代4个基态
{\displaystyle |1/2,+1/2\rangle \;|1/2,+1/2\rangle \ (\uparrow \uparrow )}
{\displaystyle |1/2,+1/2\rangle \;|1/2,-1/2\rangle \ (\uparrow \downarrow )}
{\displaystyle |1/2,-1/2\rangle \;|1/2,+1/2\rangle \ (\downarrow \uparrow )}
{\displaystyle |1/2,-1/2\rangle \;|1/2,-1/2\rangle \ (\downarrow \downarrow )}
返回给定的总自旋的可能值以及它们在 {\displaystyle |1/2,m_{1}\rangle |1/2,m_{2}\rangle } 基矢上的投影 。 有三种状态，总自旋角动量为1
{\displaystyle \left.{\begin{array}{ll}|1,1\rangle &=\;\uparrow \uparrow \\|1,0\rangle &=\;(\uparrow \downarrow +\downarrow \uparrow )/{\sqrt {2}}\\|1,-1\rangle &=\;\downarrow \downarrow \end{array}}\right\}\quad s=1\quad \mathrm {(triplet)} }
它们是对称的。另外还存在总自旋角动量0的第四种状态
{\displaystyle \left.|0,0\rangle =(\uparrow \downarrow -\downarrow \uparrow )/{\sqrt {2}}\;\right\}\quad s=0\quad \mathrm {(singlet)} }
这是反对称的。所以，两个自旋1/2粒子的组合，总自旋为1或0，取决于它们是占据三重态还是单态。

## 数学观点
在群表示理论方面，所发生的是旋转群SU(2) = Spin(3)的两个共轭二维自旋表示（因为它位于三维Clifford代数内）已经张成了一个4维表示。4维表示下降到通常的正交群SO(3)，因此其对象是张量，对应于它们的旋转的完整性。4维表示分解为一维平凡表示（单重，标量，自旋零）和三维表示（三重，旋转1）的总和，它只不过是SO(3)的标准表示{\displaystyle R^{3}}中。 因此，三元组中的“三”可以用物理空间的三个旋转轴来识别。

## 参看
- 单态
- 双重态
- 双基
- 角动量
- 泡利矩阵
- 旋转的多重态
- 旋量子数
- 自旋-1/2
- 自旋张量
- 旋量